# 瓦尔布罗纳
瓦尔布罗纳（義大利語：Valbrona），是意大利科莫省的一个市镇。总面积13.92平方公里，人口2725人，人口密度195.8人/平方公里（2009年）。ISTAT代码为013229。